# Citrat de trietil
El citrat de trietil és un èster de l'àcid cítric. És un líquid incolor i inodor que s'utilitza com a additiu alimentari (número E E1505) per estabilitzar les escumes, especialment com a ajut per a la batuda de la clara d'ou. També s'utilitza en recobriments farmacèutics i plàstics.
El citrat de trietil també s'utilitza com a plastificant per al clorur de polivinil (PVC) i plàstics similars.
El citrat de trietil s'ha utilitzat com a pseudoemulsionant en les càrregues de cigarretes electròniques. Funciona essencialment com la lecitina que s'utilitza en productes alimentaris, però amb la possibilitat de vaporització que la lecitina no té.